# 치마요 교회

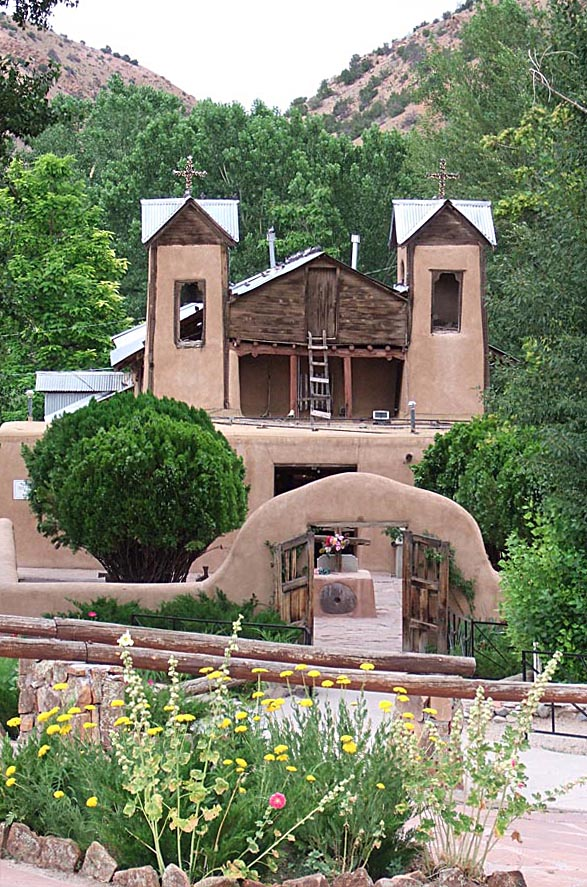
엘 산투아리오 데 치마요 교회

엘 산투아리오 데 치마요(El Santuario de Chimayó)는 미국, 뉴 멕시코, 치마요에 있는 가톨릭 교회이다. (산투아리오 (Santuario)는 "성소"로 스페인어이다.) 이 국립 사적지인 이 교회는 산타페에서 25마일(40km) 북쪽에 있는 치마요 마을에 있다. 매년 약 30 만 명의 방문객이 방문하고 있으며 "미국에서 가장 중요한 가톨릭 순례 센터"라고 알려져 있다.
1814년에 지은 이 교회에서 많은 병고침의 기적이 일어났기 때문에 성지순례의 교회로 이름이 나게 되었다.

## 같이 보기
- 미국의 로마 가톨릭교회